# Dušan Martinček
Dusan Martincek (født 19. juni 1936 i Prešov - død 30. august 2006 i Bratislava, Slovakiet) var en slovakisk komponist, professor, pianist og lærer.
Martincek studerede klaver på Musikkonservatoriet i Bratislava, og tog privat undervisning i komposition og musikteori hos bla. Jan Cikker og Jan Zimmer. han fuldendte sin uddannelse i både klaver og komposition på Højskolen for Musisk kunst i Bratislava (1956-1961). Martincek har skrevet en symfoni, orkesterværker, kammermusik, rapsodier, klavermusik etc. Han underviste som lærer i komposition og teori på Universitetet i Trnava (1973-1986), og som professor i komposition på Højskolen for musisk kunst i Bratislava fra (1986).

## Udvalgte værker
- Symfoni "Til minde om Haydn" (1981) - for orkester
- "Fortsættelser" (1987-1988) - for stort orkester
- Rapsodi (1956) - for klaver og orkester
- Elegi (1965) - for bratsch
- "Balkan danse" (1962) - for orkester
- "Afbrudt stilhed" (1989-1990) - for orkester